# Terremoto de Santiago de 1552

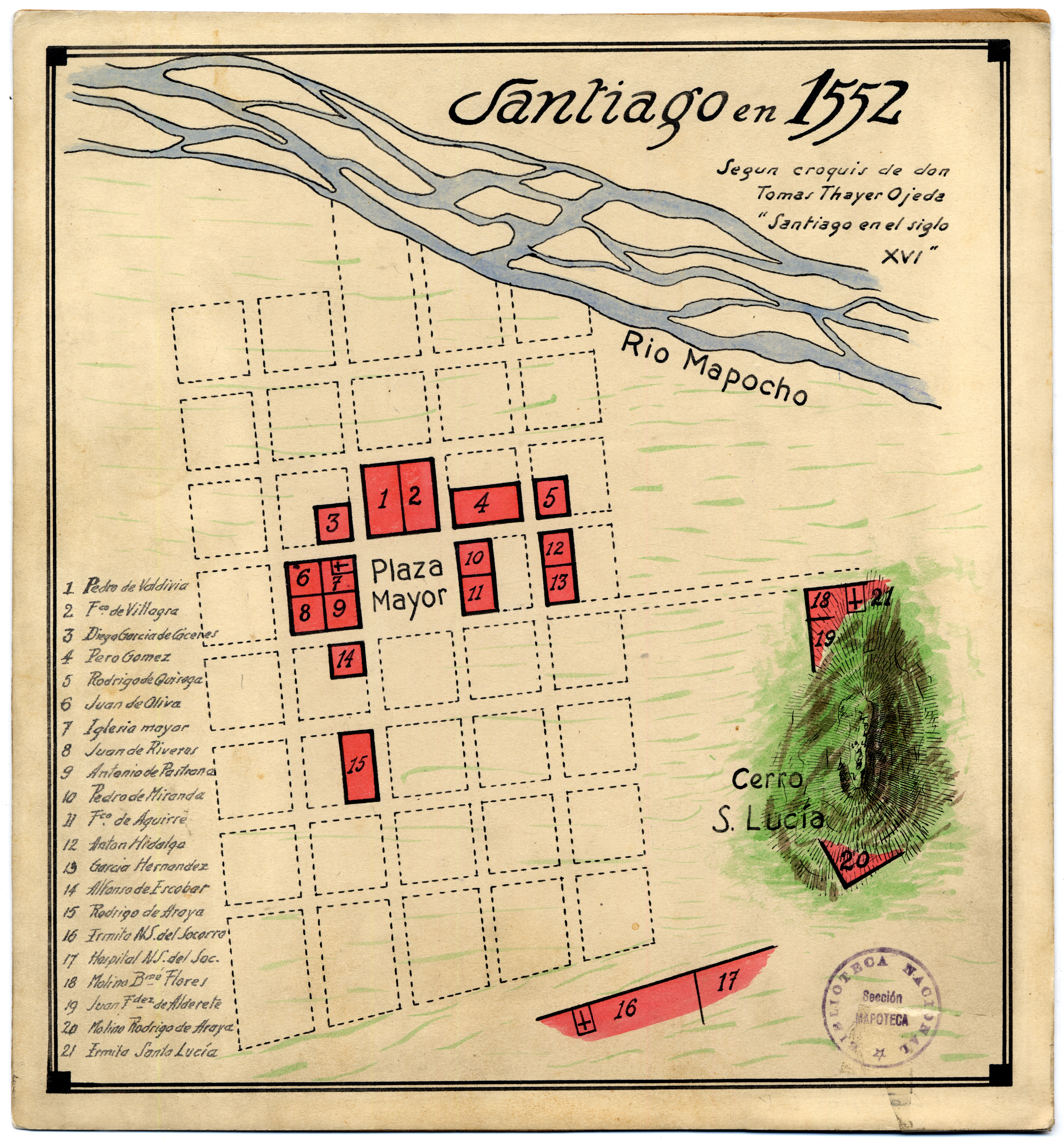
Mapa de Santiago de Chile en 1552.

El terremoto de Santiago de 1552 habría sido el primer terremoto que afectó a Santiago de Chile, a 11 años de su fundación. Según algunas fuentes ocurrió a las 17:16 del 11 de septiembre de 1552, y se calcula que su magnitud habría sido de 7,0 grados en la escala de Richter. El sismo habría tenido solo doce muertos contabilizados.
De acuerdo con algunas fuentes, este terremoto sería al cual se refirió el historiador Benjamín Vicuña Mackenna en su libro Historia crítica y social de la ciudad de Santiago (1869):

«Bien que entonces, cuando Santiago comenzó a ostentarse con las galas de una ciudad mediana, un terremoto cual no se recuerda otro en América, la postró en un solo minuto por el suelo toda entera».
Benjamín Vicuña Mackenna

Dado que no hay registro oficial de este sismo, no es considerado por el registro del Centro Sismológico Nacional (CSN) que incluye los principales terremotos ocurridos en Chile a partir de 1570. De ahí que el primer terremoto que afectó a la ciudad de Santiago –de acuerdo con el registro del CSN– fue el terremoto del 17 de marzo de 1575.